# Ouham-Bac
Ouham-Bac, est une localité et une commune rurale de la préfecture de l’Ouham, en République centrafricaine. Elle s’étend à l’est de la ville de Bossangoa.

## Géographie
La localité de Ouham-Bac est située à 45 km de Bossangoa, sur la rive gauche de la rivière Ouham.
La commune de Ouham-Bac s'étend en rive gauche de la rivière Ouham au centre-est de la préfecture de l’Ouham. 
| Bimbi       | Ndoro-Mboli |           |
| Dan-Gbabiri | Ouham-Bac   | Bossangoa |
|             | Koro-Mpoko  |           |

## Villages
La plupart des villages sont localisés sur les axes Bossangoa – Ouham-Bac (route régionale RR8) et Ouham-Bac - Bangba.
Les villages principaux sont : Bangba, Bowassi, Boué, Gbaziangassa, Ouham-Bac, Wikamo et Gbatong-Gassa. 
La commune compte 66 villages en zone rurale recensés en 2003 : Arabe, Bankara, Belle Vue, Bera, Bezang-Wene, Boassi, Boboy, Bodalo 2, Bodigui Bea, Bodigui Gassa, Bodori, Boferan, Bofio, Bogaye, Bogbadi, Boguente, Boguessera, Bohala, Bokoba, Bokote, Bokoui, Bomayanga, Bondoro, Bongon, Bo-Ouham, Bo-Ouham Bac, Boro Bea, Boro Gassa, Bossamson, Bossiguene, Botokori, Bouare, Bovank, Bowane, Bowe, Bowe 2, Centre Scieur, Damba, Dolo, Foulbe, Gbalumin, Gbangba 1, Gbangba 2, Gbatong-Gassa, Gbazian-Bea, Gbazian-Gassa, Gbazian-Kete, Gbobolo, Gola, Kakada, Kara, Kondiki, Mbango, Mbonessan, Mbosson, Mboyankon, Ndouli, Poh, Rounga, Sanmona, Sassara, Soumbe, Vona, Wikamo 2, Wikamon 1, Zembe.

## Éducation
La commune compte 13 écoles publiques : Soumbé BDPA, Bowan, Bera, Gbazian-Bea, Gbazian-Bea Dollo, Bowe, Bangba2, Bera, Bowan, Bouassi, Vona, Bangba et Bodali.